# Eelco van Kleffens
Eelco Nicolaas van Kleffens, född 17 november 1894, död 17 juni 1983, var en nederländsk diplomat.
Eelco van Kleffens var biträdande chef för utrikesdepartementets juridiska byrå 1922–1927, för utrikesdepartementets politiska avdelning 1927–1929 och chef för utrikesdepartementets politiska avdelning 1929–1939. I augusti 1939 blev van Kleffens utrikesminister i Dirk Jan de Geers regering och bibehöll efter sammanbrottet 1940 sin befattning i nederländska exilregeringen. Han var en av de mest framträdande flyktingpolitikerna i London och drev i debatten om fredsproblemen ivrigt de små ländernas rättigheter gentemot stormakterna. Kleffens kvarstod på sin post, då regeringen återvände till Nederländerna efter befrielsen, men avgick i februari 1946 för att som minister utan portfölj vara Nederländernas representant i Förenta Nationernas säkerhetsråd. Kleffens blev 1947 ambassadör i Förenta Staterna.